# Hydriomena cachiria
Hydriomena cachiria är en fjärilsart som beskrevs av William Schaus 1913. Hydriomena cachiria ingår i släktet Hydriomena och familjen mätare. Inga underarter finns listade i Catalogue of Life.